# 懷特豪克足球會
懷特豪克足球會（英語：Whitehawk F.C.）是位於英格蘭東南部東薩塞克斯郡布赖顿郊區懷特豪克（Whitehawk）的半職業足球俱樂部，現時在英格蘭足球聯賽系統的第七级的英格蘭足球依斯米安聯賽超聯組參賽。

## 球會榮譽

### 聯賽
- 英格蘭足球依斯米安聯賽（Isthmian League）
  - 超聯組冠軍（1）：2012/13年[1]；
  - 甲組南區冠軍（1）：2011/12年；
- 薩塞克斯郡足球聯賽（Sussex County Football League） 
  - 甲組冠軍（4）：1961/62年、1963/64年、1983/84年、2009/10年；
  - 甲組亞軍（5）：1986/87年、1993/94年、2002/03年、2006/07年、2007/08年；
  - 乙組冠軍（2）：1967/68年、1980/81年；

### 盃賽
- 薩塞克斯高級盃（Sussex Senior Cup）[2]
  - 冠軍（2）：2011/12, 2014/15年；
- 薩塞克斯皇家北愛爾蘭步槍隊慈善盃（The Sussex Royal Ulster Rifles Charity Cup）[3]
  - 冠軍（3）：1954/55年、1958/59年、1990/91年；
  - 亞軍（3）：1956/57年、2005/06年、2006/07年；

## 外部連結
- 官方网站
- Whitehawk@Football Club History Database